# Ahmed El Ktibi
 (février 2024).
- Si vous ne connaissez pas le sujet, laissez ce bandeau (vous pouvez alors contacter les auteurs).
- Si vous supprimez le contenu mis en cause (vous pouvez préalablement contacter les auteurs),

argumentez précisément cette suppression dans la page de discussion
(un manque de référence n'est pas un argument ; une recherche réelle de référence doit avoir été effectuée, être formellement documentée).
 (février 2024).
Ahmed El Ktibi, né le 23 novembre 1954 à Taïfa (Maroc) est un homme politique belge bruxellois, membre du Parti socialiste (PS). 

## Fonctions politiques
- Membre du Parlement de la Région de Bruxelles-Capitale depuis le 29 juin 2004
- Président de la Commission Environnement depuis 2009
- Conseiller communal de la ville de Bruxelles  depuis 2000
- Echevin des Travaux publics, de la Participation et de l’égalité des chances de la ville de Bruxelles  (2006-2012)
- Echevin de l'Environnement, des Espaces verts et de la Solidarité internationale[1] de la ville de Bruxelles depuis 2012
- Président du CPAS de la Ville de Bruxelles depuis juin 2017